# Hunkovce
Hunkovce – wieś (obec) na Słowacji w kraju preszowskim, powiecie Svidník. Hunkovce położone są w historycznym kraju Szarysz na szlaku handlowym z Węgier do Polski. Pierwsze wzmianki o wsi pochodzą z roku 1548.

## Zabytki
- Greckokatolicka cerkiew filialna Opieki Bogurodzicy z 1799.

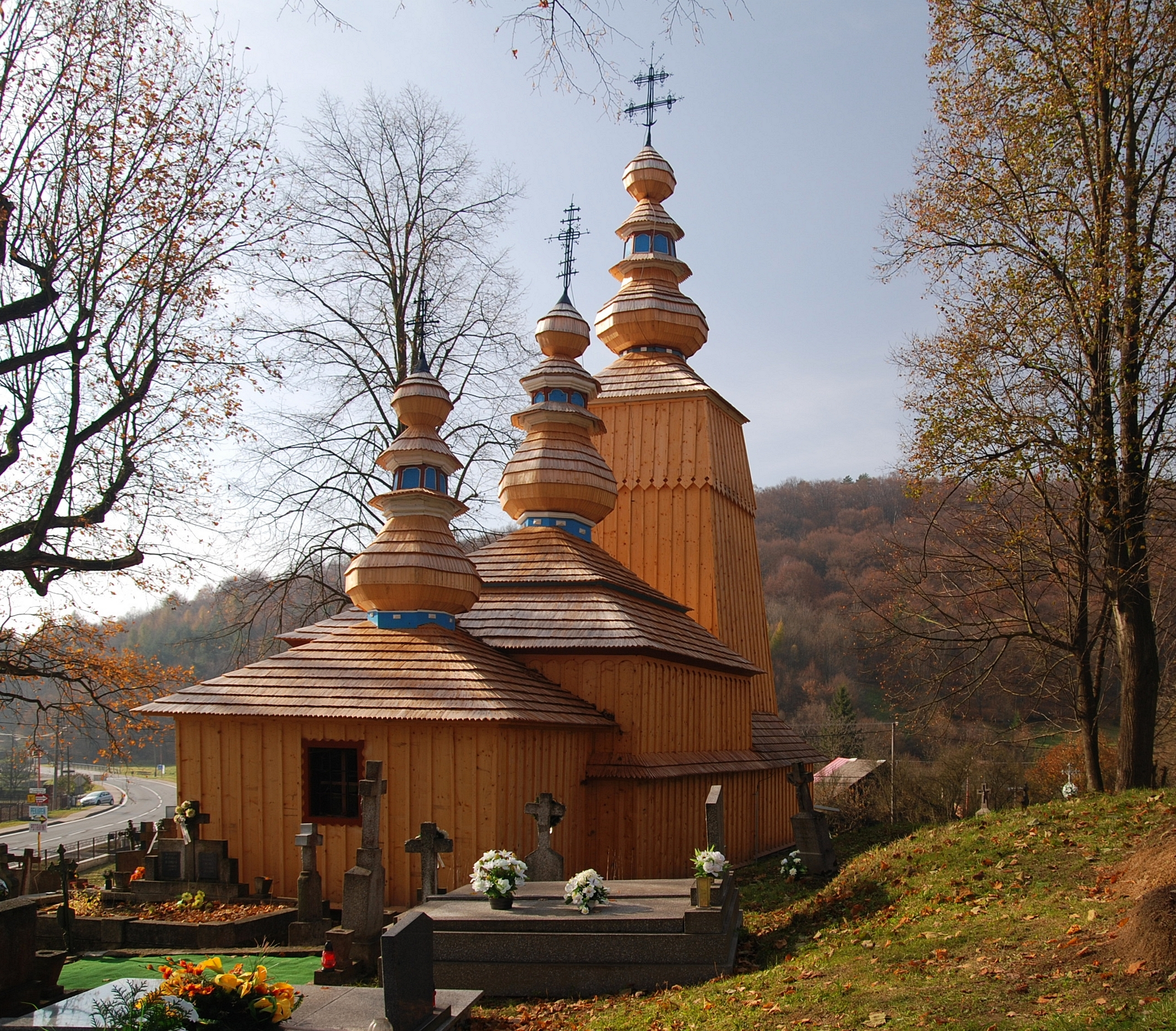
Zabytkowa cerkiew Opieki Bogurodzicy
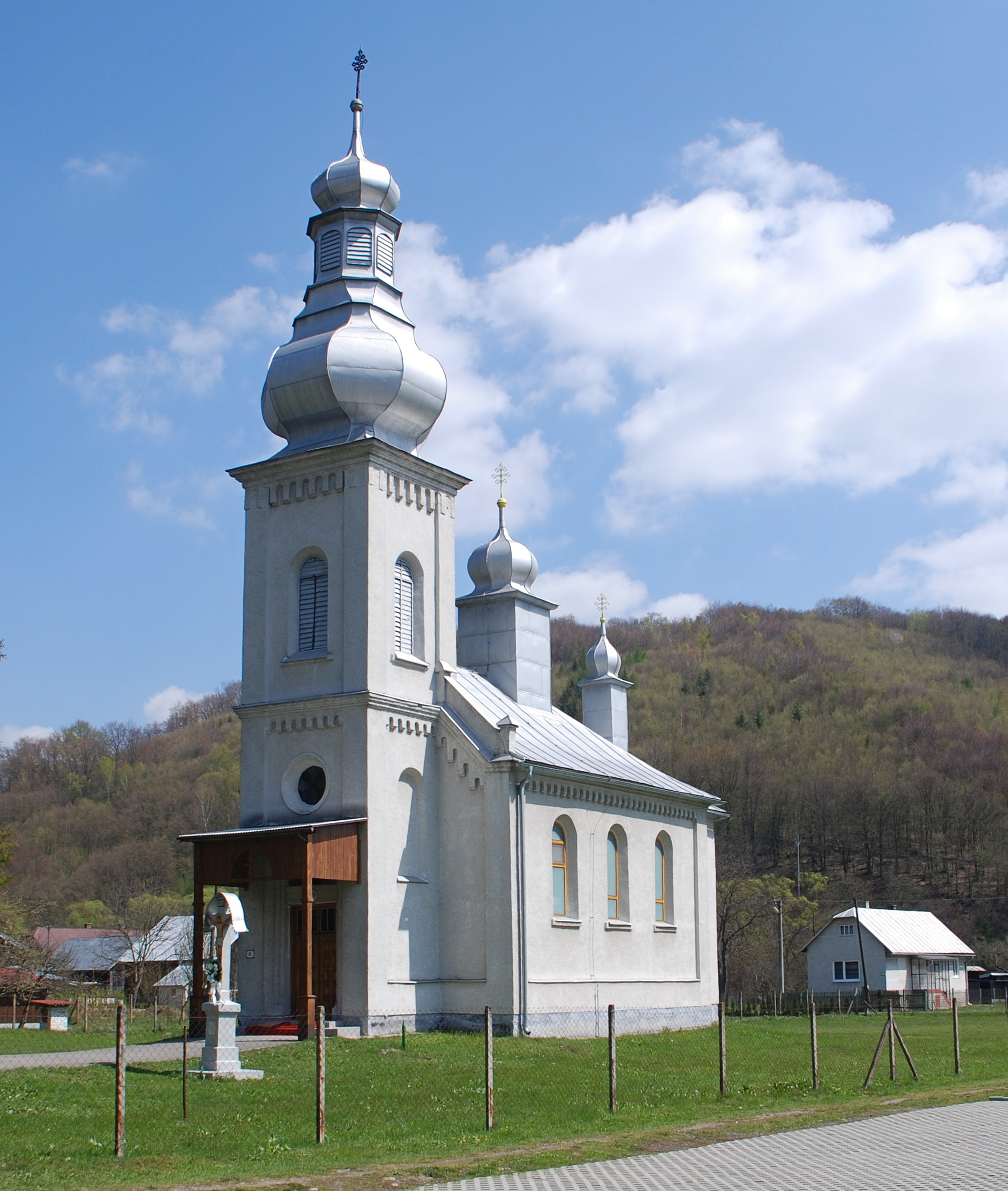
Cerkiew Zaśnięcia Bogurodzicy